# جرماسوگیا
شهر جرماسوگیا (به روسی: Γερμασόγεια) در ناحیه لیماسول در کشور قبرس واقع شده‌است. جمعیت این شهر ۸٫۶۷۲ نفر است.